# 森長正樹
森長正樹（もりなが まさき、1972年3月27日 - ）は、日本の陸上競技選手で、数々の世界大会に日本代表として出場した走幅跳の第一人者。走幅跳の日本室内記録を保持する。

## 人物
- 太成学院大学高等学校在学中の1988年に22年ぶりの高校新記録7m85cmを樹立。翌1989年には、7m96cmの高校新記録を樹立した。
- 高校卒業後、日本大学へ進学しゴールドウインに就職した。
- 1998年アジア競技大会では同種目日本に28年ぶりの金メダルという快挙をもたらす。
- バルセロナオリンピックおよびシドニーオリンピック男子走幅跳に日本代表として出場。

## 主な成績
- 1988年 インターハイ 優勝
- 1989年 インターハイ 優勝
- 1989年 ジュニア選抜陸上 優勝
- 1989年 浜松カーニバル 優勝
- 1989年 北九州カーニバル 日本高校新記録で優勝（7m96）
- 1989年 大阪国際室内大会 準優勝
- 1991年 アジア選手権大会 準優勝
- 1991年 群馬国際室内 優勝
- 1992年 バルセロナオリンピック　日本代表
- 1993年 世界陸上選手権シュトゥットガルト大会　出場
- 1997年 東アジア大会 優勝
- 1997年 群馬国際室内 3位
- 1997年 世界陸上選手権アテネ大会 9位
- 1998年 バンコクアジア大会 優勝
- 1998年 アジア選手権大会 優勝
- 2000年 静岡国際 優勝
- 2000年 シドニーオリンピック　日本代表
- 2001年 国際グランプリ大会 優勝
- 2001年 東アジア大会 準優勝
- 2008年 引退

## 自己記録
- 100m - 10秒91(±0.0ｍ) 1998年
- 走幅跳 - 8ｍ25cm(＋1.6ｍ) 1992年
  - <室内> - 8m07cm (日本記録)
- 走幅跳 - 8m34cm Ｗ(＋3.0ｍ) 2000年

## エピソード
- カール・ルイスの育ての親トム・テレツに師事。
- カール・ルイスと仲が良いことで知られ、来日の際は通訳も務める。
- 盟友は100m走元日本記録保持者の井上悟。
- シドニーオリンピック代表の山村貴彦、2005年世界選手権棒高跳び8位入賞の澤野大地、砲丸投げ日本歴代2位の畑瀬聡らは大学の後輩に当たる。

## 関連書籍
- 『600字の風景』著：二宮清純 （光進社、2000/12、単行本）

## 関連DVD
- 『一歩先を目指す！実践的走幅跳指導法　より、遠くへ跳ぶためのスキル＆ドリル』（指導・解説：坂井裕司（大阪府太成学院大学高等学校陸上部監督）、実技協力：太成学院大学高等学校陸上部、森長正樹選手（走幅跳男子日本記録保持者）、池田大介選手（2005男子八種競技日本高校記録保持者/第12回世界陸上競技選手権大会十種競技日本代表）、ジャパンライム、2007/2、DVD）
- 『三段跳の基本技術を確立しよう！13-14mを目指す初級テクニックのすべて』（指導・解説：坂井裕司（大阪府太成学院大学高等学校陸上部監督）、実技協力：太成学院大学高等学校陸上部、森長正樹選手（走幅跳男子日本記録保持者）、池田大介選手（2005男子八種競技日本高校記録保持者/第12回世界陸上競技選手権大会十種競技日本代表）、ジャパンライム、2009/8、DVD）

## メディア出演
- ダウンタウンのガキの使いやあらへんで!!（日本テレビ）
  - 2002年5月5日放送の「松本vs浜田・ココリコ他 世紀の走り幅跳び対決」にて、浜田チームのコーチとして出演。